# Hansenomysis spenceri
Hansenomysis spenceri is een aasgarnalensoort uit de familie van de Petalophthalmidae. De wetenschappelijke naam van de soort is voor het eerst geldig gepubliceerd in 1971 door Bacescu.